# کله‌کنجی
کُلَه‌کُنجی (به کُردی: کوڵه‌کونجی) یا گِمِگَه (Gimige) نوعی شیرینی سنتی است که در استان‌های ایلام و کرمانشاه در ایران و مناطق کردنشین استان‌های دیاله و واسط در کردستان عراق درست می‌شود و مخلوطی از خرما و کنجد است. در استان ایلام خوردن کله‌کنجی در شب یلدا رایج است.
مواد اولیۀ لازم برای تهیۀ کله‌کنجی خرما و کنجد هستند. معمولاً در تهیۀ این شیرینی از خرمای خشک (موسوم به قصب، زی، زَیری، زهدی و یا زاهدی) استفاده می‌شود. کنجدها باید شسته و سپس به‌خوبی خشک شوند تا آب آن‌ها گرفته شود. هستۀ خرماها نیز باید گرفته شده و سپس شسته شوند و آب آن‌ها خارج شود. سپس کنجد بو داده می‌شود و خرما نیز در روغن حیوانی تفت داده می‌شود. سپس خرما و کنجد با هم مخلوط می‌شوند. این کار باید با صرف زمان و به‌دقت انجام شود تا مخلوطی نرم و منسجم و یکدست به وجود بیاید. در روش سنتی برای کوبیدن و مخلوط کردن مواد از وسیله‌ای به نام چالگ و میه‌کوت استفاده می‌شود، با این وجود استفاده از چرخ گوشت نیز برای تهیۀ آن رایج شده‌است. پس از مخلوط کردن و خنک شدن مواد، روی سطح کار پهن می‌شود، به گونه‌ای که قطر آن به ۲ میلیمتر برسد. سپس در شکل دلخواه برش و قالب زده می‌شود. معمولاً شکل آن به‌صورت توپ‌های کوچک به‌ اندازۀ گردو یا کوچک‌تر از آن درآورده می‌شود. در پایان قطعات یا گلوله‌ها روی پودر پسته، پودر گردو، پودر نارگیل و حتی پودر دارچین غلتانده می‌شود تا به علت چسبندگی آن با این مواد تزئین شود.

خرمایی که برای کله‌کنجی استفاده می‌شود نباید خیلی خشک و سفت باشد. گاه علاوه بر خرما و کنجد، گردوی ریزشده هم به خرما اضافه می‌شود. برای شیرین‌تر شدن می‌توان به آن شکر هم اضافه کرد. همچنین می‌توان پودر هل یا دارچین را هم به آن افزود.